# 大規模マンション
大規模マンション（だいきぼマンション）は、日本の住居区分の一つ。総戸数が一般的に100戸を超える住居用集合住宅（マンション）のことである。
「大規模」とは、法令では、建築基準法や建築基準法施行令などで、構造部の材料や建築確認に関する条文に定義の記述が見られるが、様々な定義がある。住宅市場においても人気が好調であるとされている。

## 概要

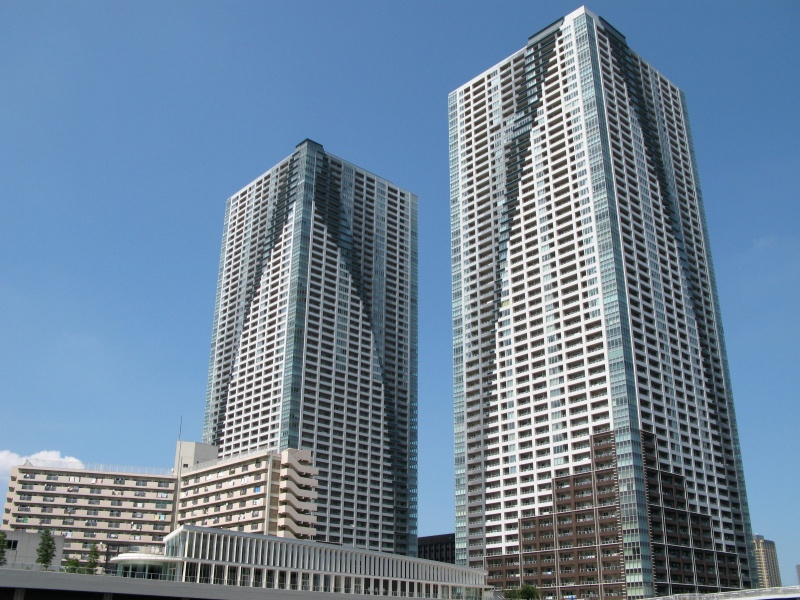
THE TOKYO TOWERS
（東京都中央区）

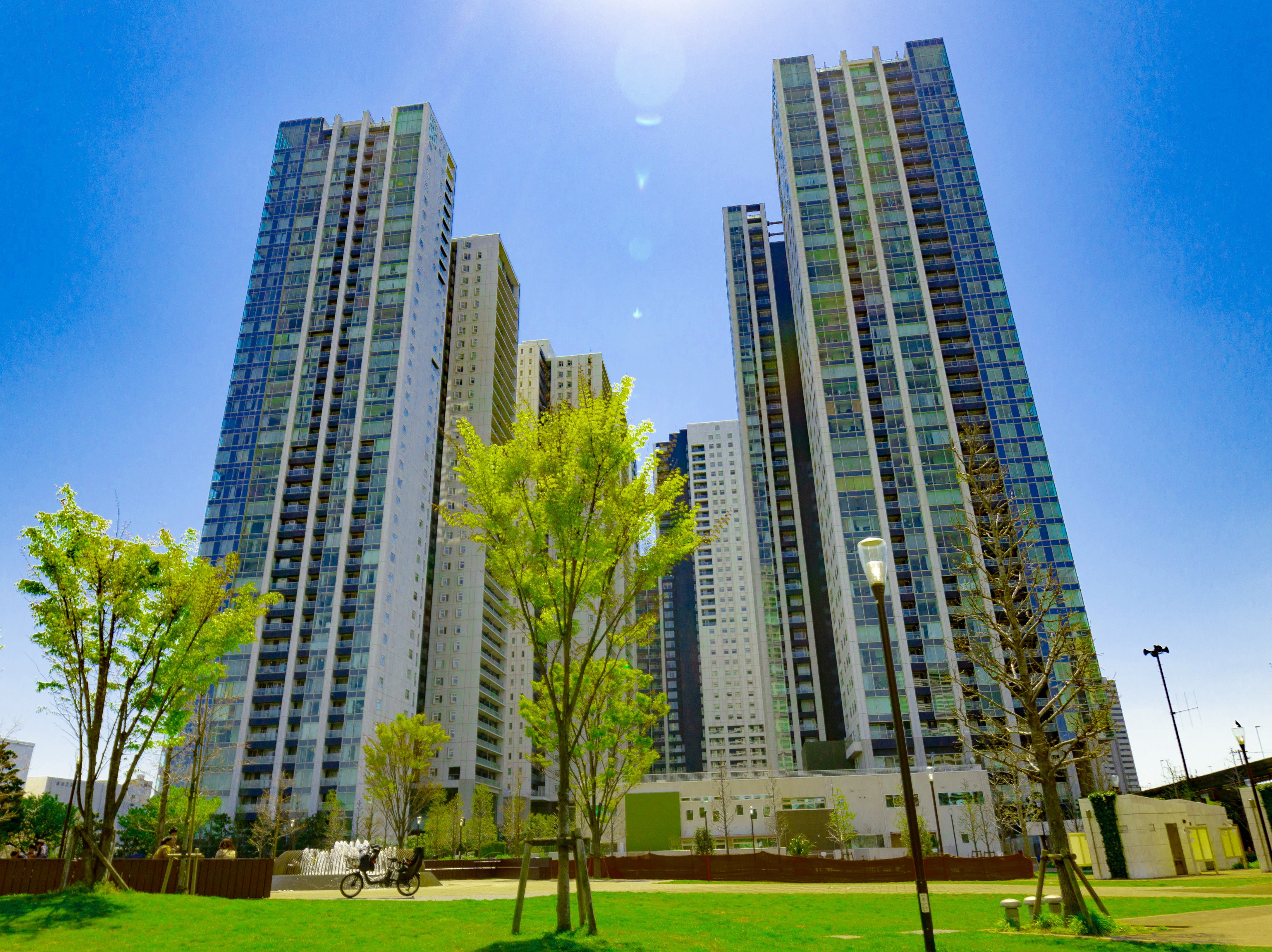
ワールドシティタワーズ
（東京都港区）

第二次世界大戦後の日本では住宅不足対策のため、日本住宅公団が大規模な住宅供給を実施し、それらは「マンモス団地」と呼ばれた。また郊外の丘陵地を開拓したり田園を埋め立てたりして戸建て中心のニュータウンが盛んにつくられていたが、平成に入るころになると、主に民間デベロッパーが主体となり、工場跡地など都心部を中心に大規模マンションが建設されるようになった。人口の都心回帰や東京一極集中の加速の要因の一つとなっている。スケールメリットを活かした豊富な共用施設、広大な敷地面積を利用した緑化、認可保育所やスーパーマーケット等の利便施設誘致といった点をセールスポイントとして開発される例が多い。
2000年代までは団地型の大規模マンションが多かったが、超高層マンションのツインタワーなどの登場で飛躍的に戸数が増えた。現在1位のTHE TOKYO TOWERSは2棟で8000人以上が居住し、北海道夕張市や歌志内市などより人口が多い（市町村の人口順位参照）。2位のクレストプライムレジデンスも14棟で合計2500戸、約7500人の計画人口で建設されている。1棟で3000人以上が居住するタワーマンションもあり、一つの自治体に匹敵する人口規模のマンションが多数出現している。マンモス団地と大規模マンションの過渡期には1971年から1988年まで断続的に建てられた志木ニュータウン（3274戸）が象徴的である。

## 大規模マンションの例

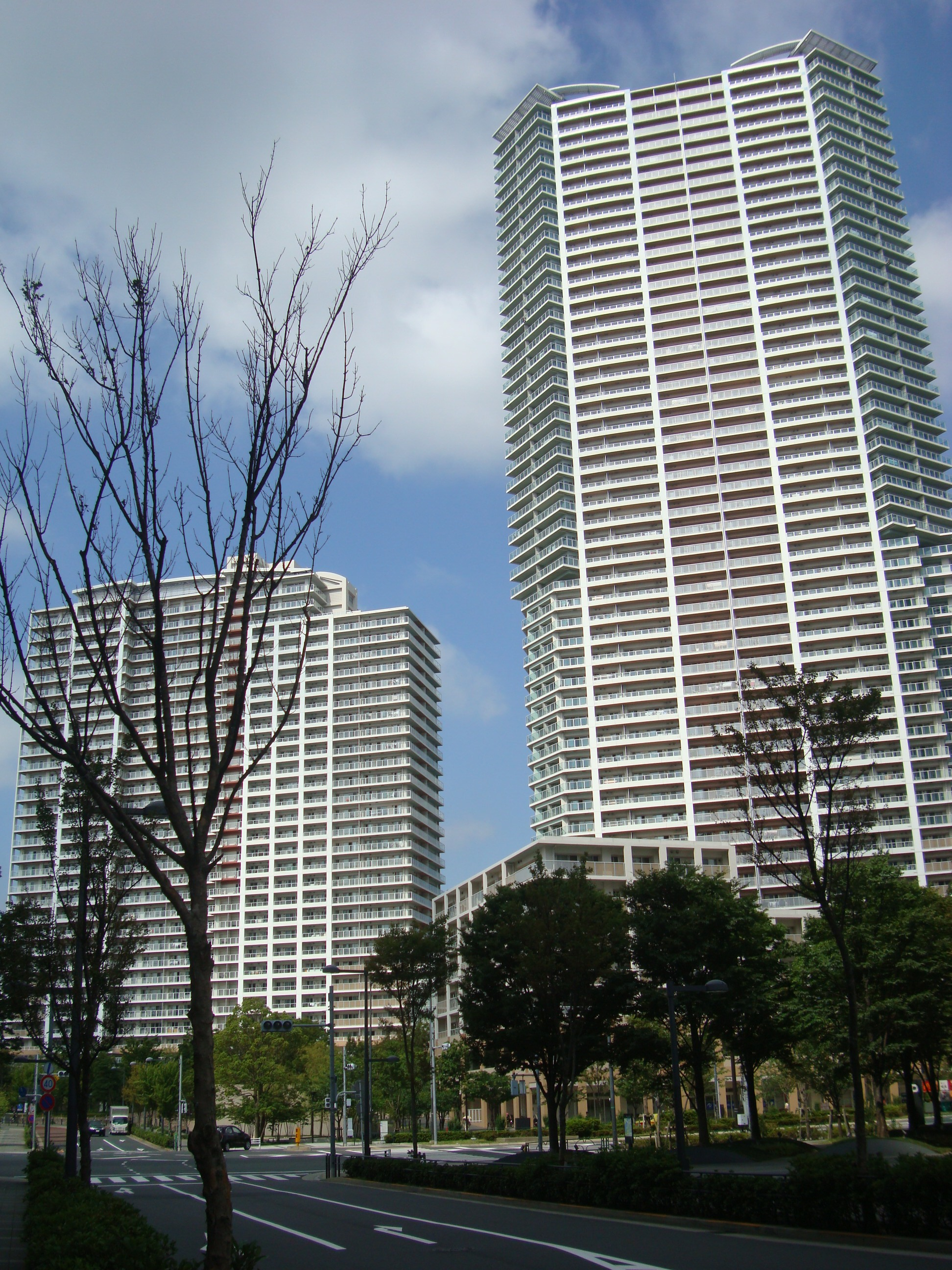
パークシティ豊洲
（東京都江東区）

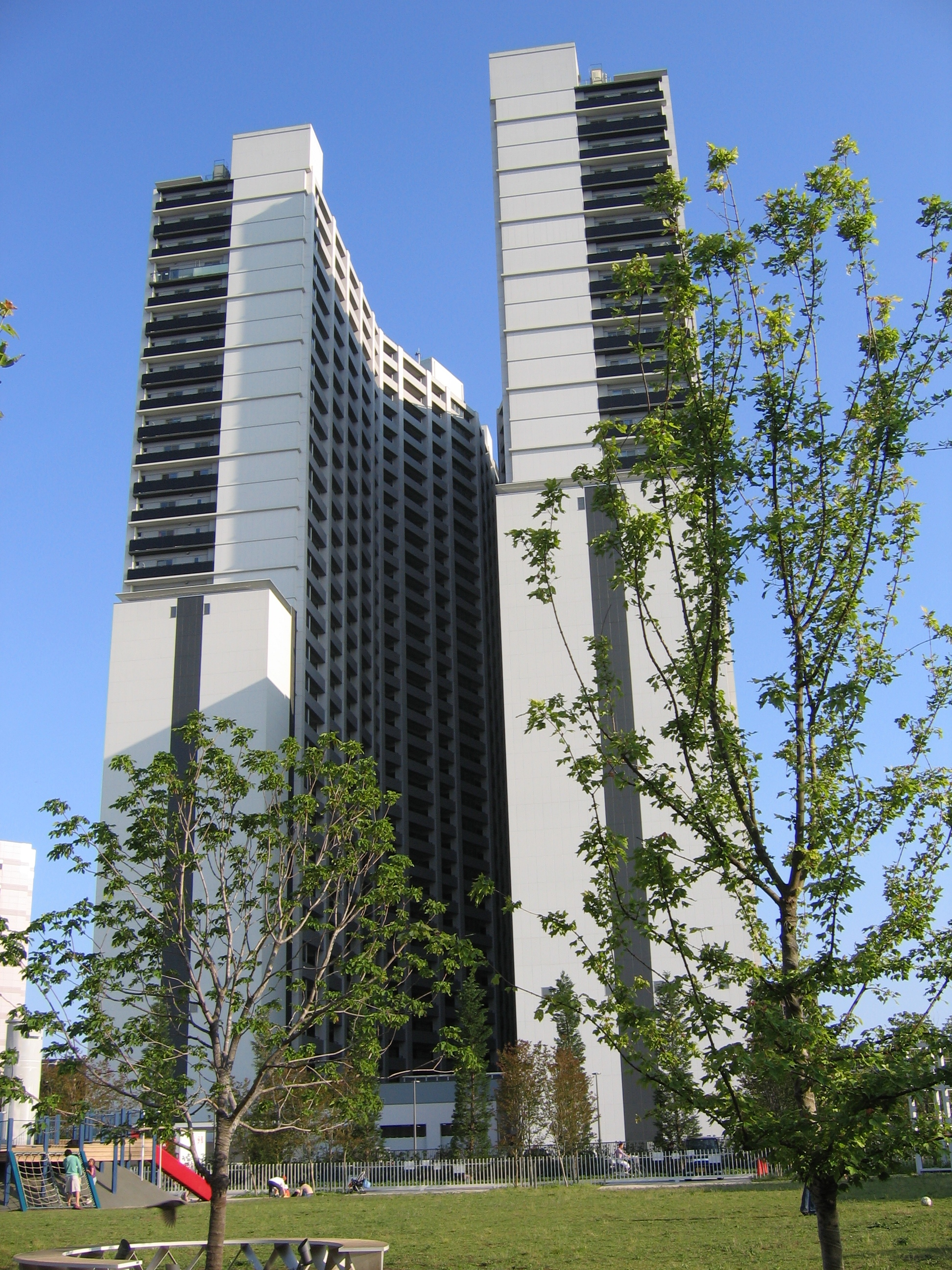
ザ・タワー&パークス田園都市溝の口
（神奈川県川崎市）

2021年現在、日本最大の大規模マンションは2008年に竣工した東京都中央区のTHE TOKYO TOWERS（総戸数2799戸）。
民間の単一事業主による分譲マンション（建築基準法における一団地認定を取得したもの）として日本最大なのは、2007年（平成19年）2月に竣工した東京都港区のワールドシティタワーズ（住友不動産）（総戸数2090戸）。
2020年までに完成して、東京オリンピック選手村として使用されたあと、分譲される東京都中央区晴海五丁目西地区第一種市街地再開発事業では4145戸の供給を計画している。千葉市美浜区幕張新都心若葉住宅地区計画（仮称）では2029年まで段階的に約4500戸の供給を計画しており、6棟のタワーマンション建設が進んでいる。

## 大規模マンションの一覧
2021年（令和3年）時点での全国の大規模マンション（1980年以降竣工）の戸数の順位は以下の通り。
| 名称                                                                | 所在                   | 戸数    | 竣工年         | 備考                                        |
| ------------------------------------------------------------------- | ---------------------- | ------- | -------------- | ------------------------------------------- |
| ベルパークシティ                                                    | 大阪府大阪市都島区     | 3,058戸 | 1983年-1990年  | A棟からO棟までのマンション（うち2棟タワー） |
| THE TOKYO TOWERS                                                    | 東京都中央区           | 2,799戸 | 2008年         | 2棟タワー                                   |
| パークタワー勝どき                                                  | 東京都中央区           | 2,786戸 | 2023年         | 2棟タワー                                   |
| クレストプライムレジデンス                                          | 神奈川県川崎市幸区     | 2,506戸 | 2015年-        | 10haに14棟の中層マンション                  |
| 西武小手指ハイツ                                                    | 埼玉県所沢市           | 2,100戸 | 1977年-1997年  | A棟からU棟までの低層マンション              |
| ワールドシティタワーズ                                              | 東京都港区             | 2,090戸 | 2007年         | 複数棟のタワー                              |
| サンシティ                                                          | 東京都板橋区           | 1,872戸 | 1978年-1980年  | AからN棟まである                            |
| レイディアントシティ横濱                                            | 神奈川県横浜市金沢区   | 1,805戸 | 2004年-2006年  | 11棟のマンション                            |
| ザ・パークハウス晴海タワーズ                                        | 東京都中央区           | 1744戸  | 2013年-2016年  | 2棟のタワー                                 |
| パークシティ新川崎                                                  | 神奈川県川崎市幸区     | 1,714戸 | 1985年-1988年  | 高層棟・中層棟の複合                        |
| シーアイハイツ和光                                                  | 埼玉県和光市           | 1,616戸 | 1984年         | AからK棟までの中層マンション                |
| シティタワーズ東京ベイ                                              | 東京都江東区           | 1,539戸 | 2019年         | 3棟のタワー                                 |
| ガーデンアソシエ                                                    | 神奈川県横浜市栄区     | 1,502戸 | 2004年         | 13棟の中層マンション                        |
| プラウド船橋                                                        | 千葉県船橋市           | 1,500戸 | 2013年         | 5棟の中層マンション                         |
| パークシティ豊洲                                                    | 東京都江東区           | 1,481戸 | 2008年         | 2棟のタワーと1棟の低層                      |
| ユトリシア                                                          | 千葉県習志野市         | 1,458戸 | 2009年         | 5棟の中層                                   |
| DEUX TOURS                                                          | 東京都中央区           | 1,450戸 | 2015年         | 2棟のタワー                                 |
| パークフィールドみさとテラスウエスト                                | 埼玉県三郷市           | 1,447戸 | 1990年         | 中層と高層マンション                        |
| パークシティ武蔵小杉ミッドスカイタワー ステーションフォレストタワー | 神奈川県川崎市中原区   | 1,437戸 | 2008年・2009年 | 2棟のタワー                                 |
| YOKOHAMA ALL PARKS                                                  | 神奈川県横浜市鶴見区   | 1,424戸 | 2010年-2012年  | AからK棟までのマンション                    |
| KACHIDOKI THE TOWER                                                 | 東京都中央区           | 1,420戸 | 2016年         | 1棟のタワー（1棟では日本最大）              |
| リヴァリエ                                                          | 神奈川県川崎市川崎区   | 1,394戸 | 2012年-2017年  | 3棟のタワー                                 |
| 東京フロンティアシティ                                              | 東京都荒川区           | 1,313戸 | 2007年         | 4棟の中層                                   |
| ブリリア多摩ニュータウン                                            | 東京都多摩市           | 1,249戸 | 2013年         | AからG棟の中層                              |
| SHIROKANE The SKY                                                   | 東京都港区             | 1,247戸 | 2022年（予定） | 1棟のタワー                                 |
| ブリリアシティ横浜磯子                                              | 神奈川県横浜市磯子区   | 1,230戸 | 2013年         | 13棟の中層                                  |
| ワンダーベイシティサザン                                            | 千葉県船橋市           | 1,211戸 | 2007年         | 4棟の高層                                   |
| M.M.TOWERS FORESIS                                                  | 神奈川県横浜市西区     | 1,206戸 | 2007年         | 2棟のタワー                                 |
| パークシティ武蔵小杉ザ ガーデンタワーズ                             | 神奈川県川崎市         | 1,205戸 | 2017年・2018年 | 2棟のタワー                                 |
| 広尾ガーデンヒルズ                                                  | 東京都渋谷区           | 1,181戸 | 1984年-1986年  | 中層の複数棟                                |
| ザ・タワー横浜北仲                                                  | 神奈川県横浜市         | 1,176戸 | 2020年         | 1棟、横浜市最高層のマンション               |
| セントプレイスシティ                                                | 大阪府大阪市都島区     | 1,170戸 | 2012年         |                                             |
| サンマークスだいにち                                                | 大阪府守口市           | 1,163戸 | 2007年-2009年  | 3棟のタワーと中層                           |
| サンステージ緑園都市東の街                                          | 神奈川県横浜市泉区     | 1,162戸 | 1990年         |                                             |
| Wコンフォートタワーズ                                               | 東京都江東区           | 1,149戸 | 2004年         | 2棟のタワー                                 |
| SKYZ TOWER&GARDEN                                                   | 東京都江東区           | 1,110戸 | 2014年         | 1棟のタワー                                 |
| アイムふじみ野タワー                                                | 埼玉県富士見市         | 1,108戸 | 2003年-2005年  | 2棟のタワー                                 |
| パークシティ溝の口                                                  | 神奈川県川崎市高津区   | 1,103戸 | 1982年         |                                             |
| 芝浦アイランド「ケープタワー」                                      | 東京都港区             | 1,095戸 | 2006年         | 1棟のタワー                                 |
| 富久クロス                                                          | 東京都新宿区           | 1,093戸 | 2015年         | 高層棟、低層棟がある                        |
| ブリリア有明スカイタワー                                            | 東京都江東区           | 1,089戸 | 2010年         | 1棟のタワー                                 |
| 大崎ウエストシティタワーズ                                          | 東京都品川区           | 1,084戸 | 2009年         | 2棟のタワー                                 |
| リエトコート武蔵小杉                                                | 神奈川県川崎市中原区   | 1,084戸 | 2008年         | 2棟のタワー                                 |
| セントプレイス大阪                                                  | 大阪府大阪市都島区     | 1,084戸 | 2007年         |                                             |
| Brillia Mare 有明                                                   | 東京都江東区           | 1,081戸 | 2009年         | 1棟のタワー                                 |
| パークシティさいたま北                                              | 埼玉県さいたま市北区   | 1,045戸 | 2009年         |                                             |
| ベイマークスクエア                                                  | 千葉県千葉市美浜区     | 1,067戸 | 1999年-2000年  | 1棟のタワーと複数の中層                     |
| シティタワーズ豊洲ザ・ツイン                                        | 東京都江東区           | 1,063戸 | 2009年         |                                             |
| ガーデンプラザ新検見川                                              | 千葉県千葉市花見川区   | 1,038戸 | 1996年         |                                             |
| 東京テラス                                                          | 東京都世田谷区         | 1,036戸 | 2006年         | 複数棟の中層                                |
| 二子玉川ライズタワー＆レジデンス                                    | 東京都世田谷区         | 1,033戸 | 2010年         |                                             |
| 京橋グリーンハイツ                                                  | 大阪府大阪市都島区     | 1,017戸 | 1982年         |                                             |
| 東京ツインパークス                                                  | 東京都港区             | 1,000戸 | 2002年         | 2棟のタワー                                 |
| タイムズピーススクエア                                              | 大阪市城東区           | 1,000戸 | 2007年         | 3棟のタワー                                 |
| サウザンドシティ                                                    | 神奈川県川崎市幸区     | 1,000戸 | 2002年         |                                             |
| シーアイハイツ町田                                                  | 東京都町田市           | 992戸   | 1985年         |                                             |
| ニュートンプレイス                                                  | 東京都江東区           | 989戸   | 2003年         |                                             |
| 東京フロントコート                                                  | 東京都江東区           | 981戸   | 2005年         |                                             |
| ザ・リバープレイス                                                  | 東京都大田区           | 960戸   | 2004年         |                                             |
| ザ・パークハウス西新宿タワー60                                      | 東京都新宿区           | 954戸   | 2017年         |                                             |
| グリーンサラウンドシティ                                            | 神奈川県横浜市港北区   | 945戸   | 2003年         |                                             |
| ブリリアタワーズ目黒                                                | 東京都目黒区           | 940戸   | 2017年         |                                             |
| ニューシティ東戸塚パークヒルズ                                      | 神奈川県横浜市戸塚区   | 933戸   | 1985年         |                                             |
| ウェリス稲毛                                                        | 千葉県千葉市稲毛区     | 929戸   | 2014年         |                                             |
| コットンハーバータワーズ                                            | 神奈川県横浜市神奈川区 | 926戸   | 2006年         |                                             |
| シティテラス小金井公園                                              | 東京都小平市           | 922戸   | 2018年         |                                             |

参考
- 日本最小人口の市：北海道歌志内市（3,302人）
- 日本最小人口の町：山梨県早川町（1,018人）
- 日本最小人口の村：東京都青ヶ島村（169人）

※人口は2018年（平成30年）
なお、183ある村のうち5000人以下は143村、740ある町のうち5000人以下は140町となっている。